# Afte
Afte là một dòng sông ở Nordrhein-Westfalen, Đức. Nó là phụ lưu của sông Alme.